# 蒙古八旗
蒙古八旗（もうこはっき、満洲語: ᠵᠠᡴᡡᠨ
ᠮᠣᠨᡬᠣ
ᡤᡡᠰᠠ、転写:jakūn monggo gūsa）は、蒙古人（モンゴル人）によって編成された軍事組織。満洲八旗、漢人八旗と共に清朝の支配階層を担った。